# Cristian da Rosa

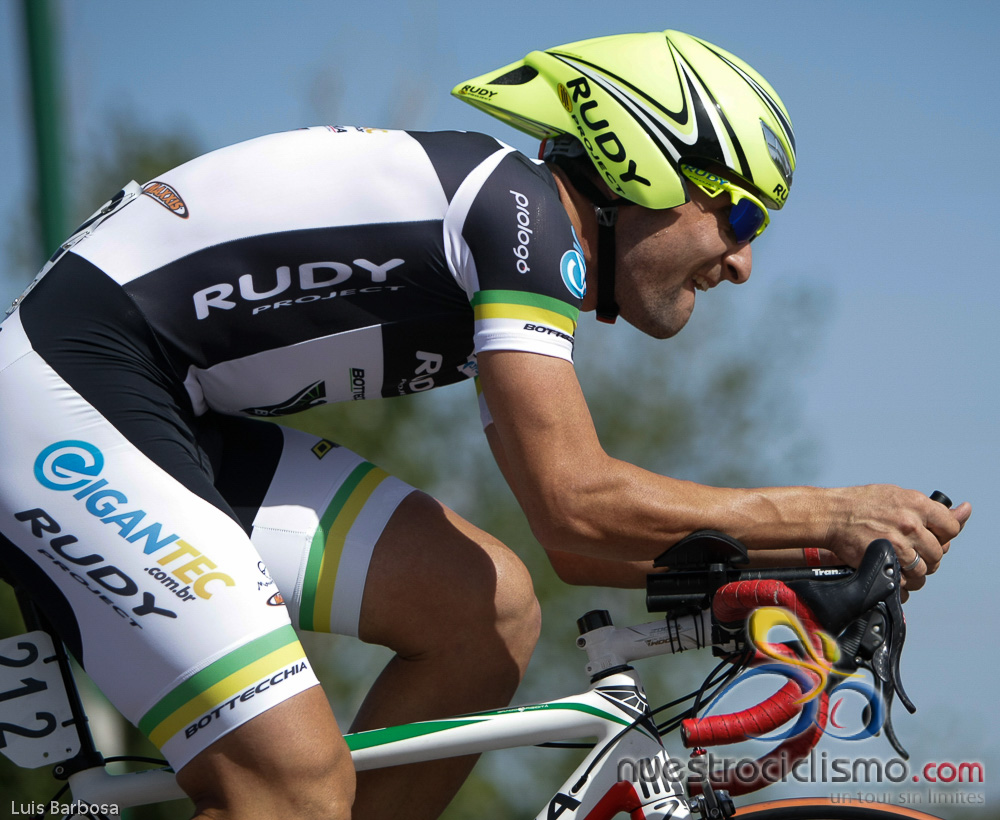
Cristian da Rosa

Cristian Egidio da Rosa (* 4. September 1987 in Arapongas) ist ein brasilianischer Straßenradrennfahrer.
Cristian da Rosa gewann 2010 jeweils eine Etappe bei Torneio de Verão und bei der Tour de Santa Catarina. Im nächsten Jahr fuhr er für das brasilianische Continental Team Clube DataRo de Ciclismo-Foz do Iguaçu und gewann das Eintagesrennen Circuito Boa Vista. 2012 war er bei einem Teilstück der Tour do Brasil Volta Ciclística de São Paulo-Internacional erfolgreich. Außerdem gewann er die drei Eintagesrennen Grande Prémio São Paulo, Prova Ciclistica 1° de Maio-Grande Prémio Ayrton Senna und Grande Prémio Genival dos Santos. In der Saison 2013 wurde er Erster der Gesamtwertung bei der Vuelta Ciclista del Uruguay.

## Erfolge
2010
- eine Etappe Tour de Santa Catarina

2012
- eine Etappe Tour do Brasil Volta Ciclística de São Paulo-Internacional

## Teams
- 2009 DataRo/Sel Cordeiropolis
- 2010 Clube DataRo de Ciclismo
- 2011 Clube DataRo de Ciclismo-Foz do Iguaçu
- 2012 São Francisco Saúde/Powerade/Ribeirão Preto
- 2013 Clube DataRo de Ciclismo